# Sandra Ravel
Sandra Ravel, nome d'arte di Alessandra Winkelhauser Ratti (Milano, 16 gennaio 1910 – Milano, 13 agosto 1954), è stata una soubrette e attrice italiana.

## Biografia
Nata a Milano, dalla fine degli anni '20 si dedica, come soubrette, al teatro di varietà e, come attrice brillante, al primo cinema sonoro, dove debutta nella pellicola La stella del cinema. Lavora anche all'estero, in Francia e ad Hollywood. A Sandra Ravel, per l'amicizia che li lega, Mario Bonavita, in arte Marf, dedica la canzone Nostalgico slow.

## Vita privata
Sandra Ravel, dopo il matrimonio con l'attore Maurizio D'Ancora, nome d'arte di Rodolfo Gucci, compagno di lavoro in vari film, dell'omonima dinastia di industriali della moda, abbandona il cinema per dedicarsi alla famiglia, diventando madre di Maurizio Gucci.

## Filmografia
- L'Énigmatique Monsieur Parkes, regia di Louis J. Gasnier (1930)
- Those Three French Girls, regia di Harry Beaumont (1930)
- War Nurse, regia di Edgar Selwyn (1930)
- Single Sin, regia di William Nigh (1931)
- This Morning Age, regia di Nick Grinde (1931)
- Stella del cinema, regia di Mario Almirante (1931)
- Paradiso, regia di Guido Brignone (1932)
- Une Étoile disparaît, regia di Robert Villers (1932)
- La Méthode Crollington, regia di André Bay (1932)
- Sette giorni cento lire, regia di Nunzio Malasomma (1933)
- Al buio insieme, regia di Gennaro Righelli (1933)
- La voce lontana, regia di Guido Brignone (1933)
- La casa del peccato, regia di Max Neufeld (1938)
- Una moglie in pericolo, regia di Max Neufeld (1939)
- Ballo al castello, regia di Max Neufeld (1939)
- Due milioni per un sorriso, regia di Carlo Borghesio, Mario Soldati (1939)
- Ho visto brillare le stelle, regia di Enrico Guazzoni (1939)